# Thomas Edward Campbell
Thomas Edward Campbell (18 de janeiro de 1878 – 1 de março de 1944) foi o segundo governador do estado do Arizona, nos Estados Unidos. Ele é o primeiro republicano e o primeiro cidadão nativo do Arizona a conseguir o cargo de governador depois que o Arizona virou um estado em 1912.
Em 1917, ele foi declarado governador do Arizona depois de uma disputada eleição para governador, mas a decisão foi anulada nos tribunais, que disseram que o ganhador foi George W. P. Hunt. Campbell concorreu para governador novamente e ganhou por dois mandatos. Ele morreu em 1944. Ele desempenhou papéis instrumentais na elaboração das leis tributárias e de receitas do Arizona e na adoção do Pacto do Rio Colorado, que dava os direitos de possuir as águas do rio Colorado ao Arizona entre os estados do oeste.

## Primeiros Anos
Nascido em 1878 em Prescott, Arizona, filho de Daniel e Elisa (Flynn) Campbell, que foram para o Forte Whipple em 1873, onde Daniel trabalhou até 1887. Campbell formou-se em Prescott High School em 1893 e foi para a Faculdade de St. Mary na Califórnia, em Oakland onde ele estudou geologia, mas não recebeu nenhum doutorado. Em 1894, ele tornou-se assistente dos correios de Jerome e após o serviço na Guerra Hispano-Americana ele retornou a Prescott em 1899. No ano seguinte ele se casou com Gayle Allen, a qual o pai era agente da United Verde Copper Company.
Em 1900, Campbell foi eleito para a legislatura territorial do Arizona, introduzindo uma lei que exigia jornadas de 8 horas de trabalho. Campbell foi nomeado coletor de taxas do Condado de Yavapai em 1907 e manteve esse posto até 1914 quando ele foi eleito o comissário de taxas do estado do Arizona.

## Governador
Durante as eleições de 1916 do dia 7 de novembro, Campbell concorreu contra o incumbente, George W. P. Hunt, que estava buscando uma eleição para o segundo mandato. Inicialmente, Campbell foi declarado o ganhador por trinta votos, mas Hunt recusou-se a deixar o cargo e os dois homens assumiram o cargo em 30 de dezembro de 1916.
Hunt apelou para a Suprema Corte do Arizona em 25 de janeiro de 1917, e em 27 de janeiro, a corte declarou Campbell governador de facto do estado. Hunt concordou em deixar o cargo em 29 de janeiro, mas apelou de novo e em 22 de dezembro de 1917, a Suprema Corte do Arizona a regra anterior. Campell deixou o cargo em 25 de dezembro, mas também apelou para a corte em 8 de janeiro de 1918, mas o apelo foi negado.
Durante o seu mandato em 1917, a atual Bandeira do Arizona foi adotada pela legislatura sem o consentimento de Campbell. Campbell nunca explicou os motivos para negar-se a assinar a lei.

## Depois do Governo
Campbell foi reeleito para o cargo de governador em novembro de 1918 e de novo em 1920, mas perdeu para Hunt em 1922. Campbell tornou-se membro do Comitê Nacional Republicano e serviu como presidente da Comissão de Serviços Civis dos Estados Unidos de 1930 a 1933. Ele morreu em 1 de março de 1944, de Hemorragia Cerebral.